# Bible Adventures
Bible Adventures è un videogioco a tema cristiano pubblicato da Wisdom Tree nel 1991 per NES e nel 1995 per Mega Drive e PC. 

## Modalità di gioco
La cartuccia contiene tre giochi basati su tre diversi passi dell'Antico Testamento: Noah's Ark , Baby Moses e David and Goliath. Il gameplay è il medesimo per tutti e tre, un platform che riprende molte delle meccaniche di Super Mario Bros. 2, tra cui la possibilità di sollevare e lanciare nemici e oggetti.
In Noah's Ark l'obbiettivo è radunare animali e frutta e caricarli sull'Arca. Alcuni animali possono attaccare Noè, che può ripristinare la propria salute leggendo alcuni versi della Bibbia che può trovare sparpagliati per il livello.
In Baby Moses il giocatore controlla Miriam, che deve attraversare numerosi livelli nel tentativo di salvare suo fratello Mosè.
In David and Goliath il giocatore controlla Davide. Lo scopo del primo livello è radunare le pecore del suo gregge, dopodiché ottiene una fionda con la quale potrà attaccare i nemici che compariranno a partire dal secondo livello. Alla fine si affronterà Golia, che può essere sconfitto immediatamente con un colpo alla testa.
Il gioco inoltre include  Jesu, Joy of Man's Desiring, 10º movimento dell'opera Herz und Mund und Tat und Leben di Johann Sebastian Bach, come tema musicale nella schermata del titolo.

## Critiche
Il gioco è stato criticato per essere eccessivamente didattico (ad esempio, spesso viene interrotto dalla comparsa di versi della Bibbia), per essere fortemente derivato da Super Mario Bros. 2, e in generale per un gameplay scarso e dei controlli complicati. È stato inoltre criticato per riciclare i suoi stessi livelli: ogni livello infatti ha lo stesso stile di gioco.
Tuttavia, nonostante le critiche, il gioco è comunque riuscito a vendere 350,000 copie.